# Боасе (Приморска Сена)
Боасе (фр. Boissay) насеље је и општина у северној Француској у региону Горња Нормандија, у департману Приморска Сена која припада префектури Руан.
По подацима из 2011. године у општини је живело 346 становника, а густина насељености је износила 52,19 становника/km². Општина се простире на површини од 6,63 km². Налази се на средњој надморској висини од 150 метара (максималној 171 m, а минималној 114 m).

## Демографија
| 1962. | 1968. | 1975. | 1982. | 1990. | 1999. | 2011. |
| ----- | ----- | ----- | ----- | ----- | ----- | ----- |
| 186   | 199   | 203   | 213   | 241   | 268   | 346   |

График промене броја становника у току последњих година